# Barania Góra

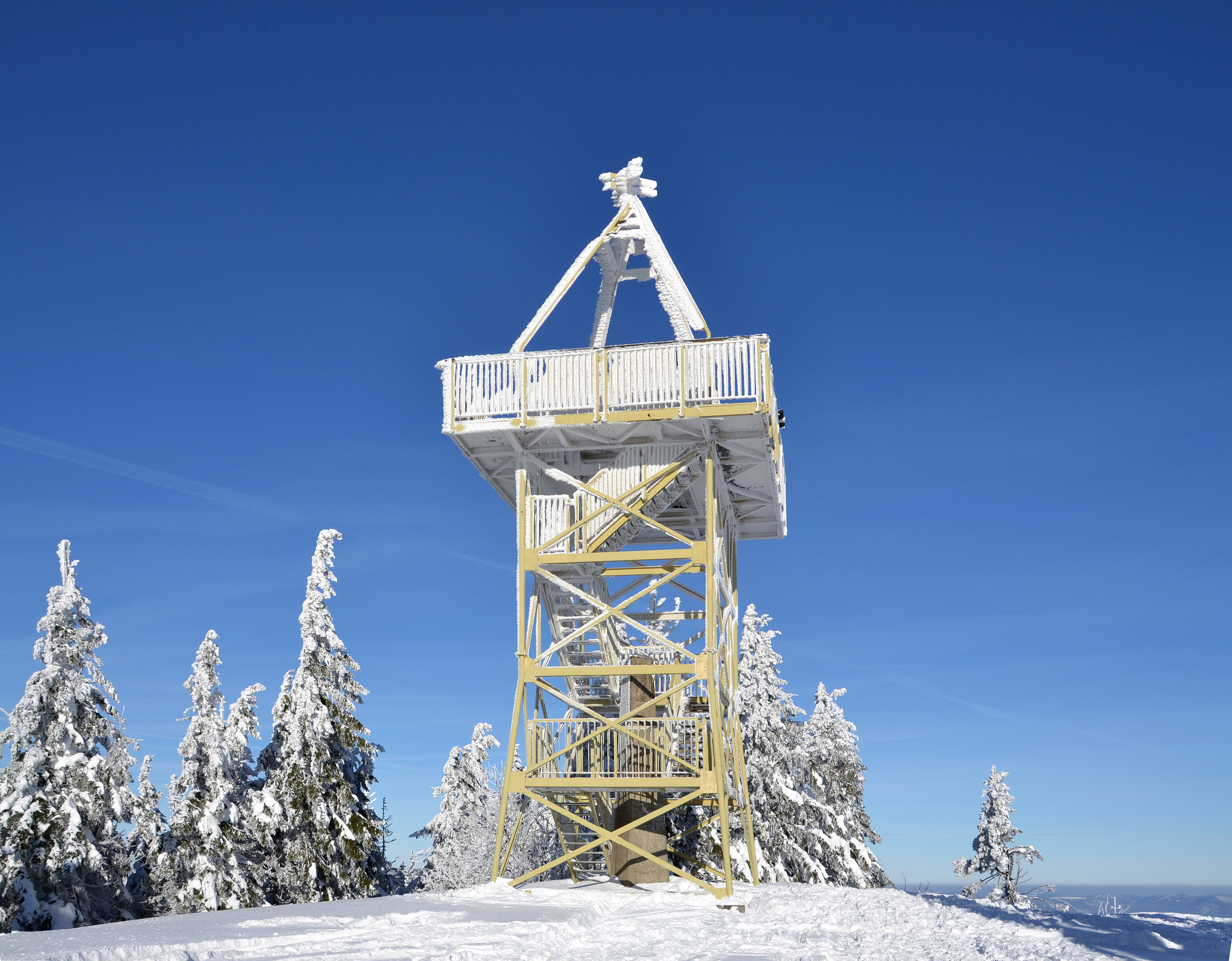
Aussichtsturm

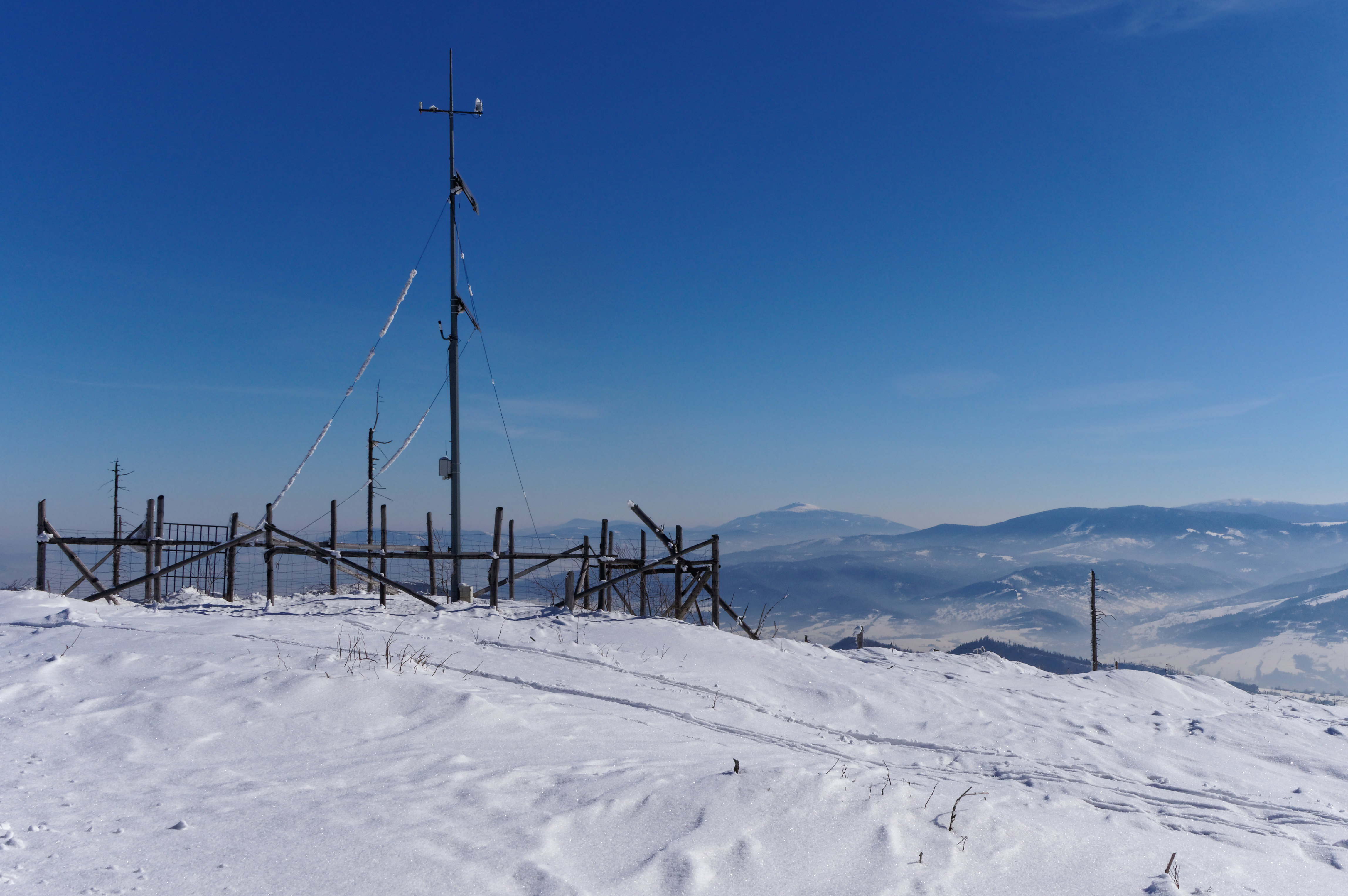
Wetterstation

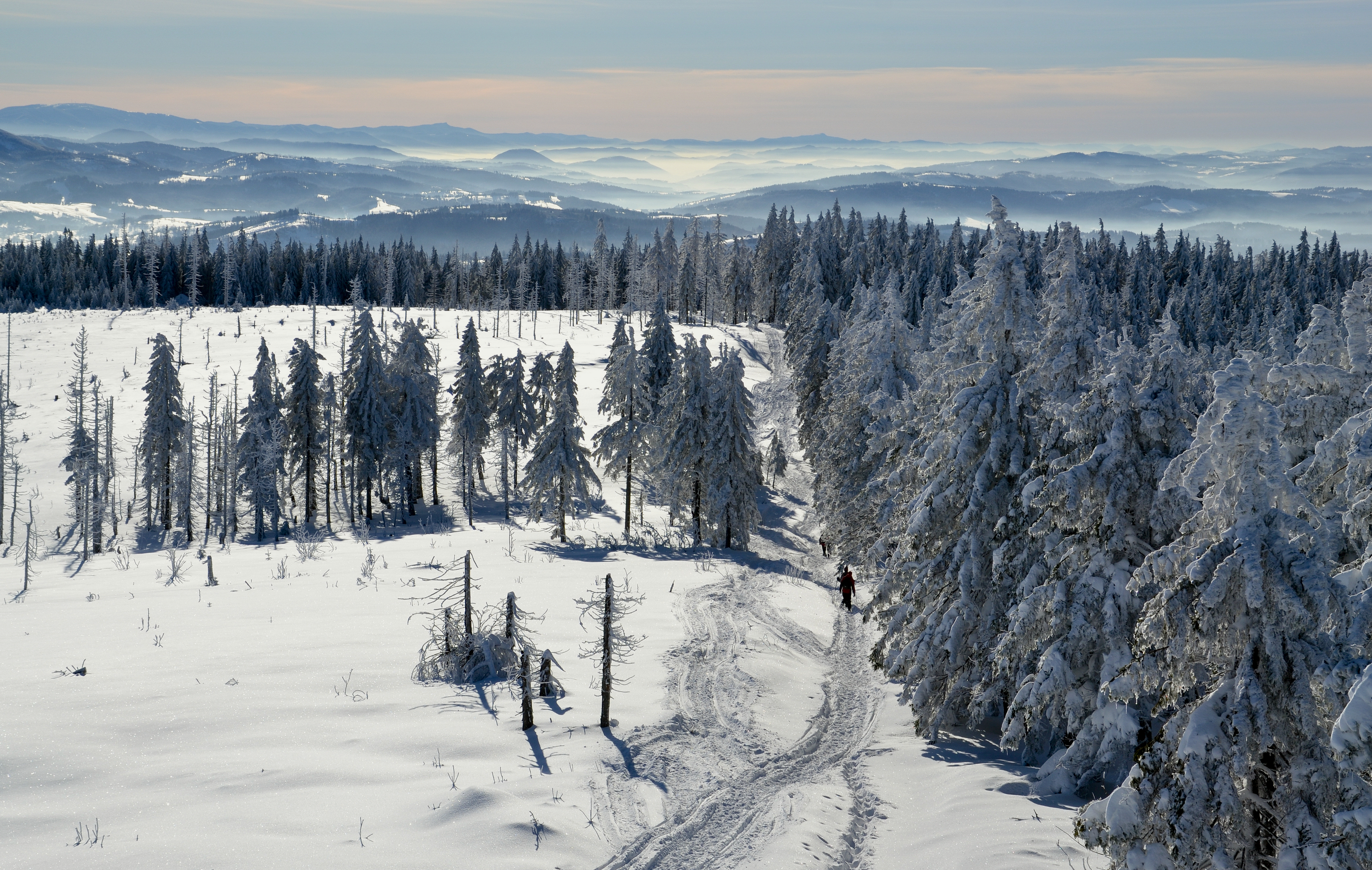
Panorama vom Aussichtsturm

Der Barania Góra (deutsch: Widderberg) ist ein Berg in Polen. Mit einer Höhe von 1220 m ist er der zweithöchste Berg in den Schlesischen Beskiden sowie im Barania-Kamm und die höchste Erhebung im polnischen Teil Oberschlesiens. Der Berg ist ein beliebtes Touristenziel mit vielen Ausblicken auf die benachbarten Gebirge und das Tiefland. Er gehört zum Gemeindegebiet von Weichsel.
Am Westhang des Berges entspringen die beiden Quellflüsse der Weichsel, die Biała Wisełka (Kleine Weiße Weichsel) und die Czarna Wisełka (Kleine Schwarze Weichsel), die im Stausee Jezioro Czerniańskie bei Wisła-Czarne zusammenfließen.

## Tourismus
- Auf den Gipfel führen mehrere markierte Wanderwege von Bielsko-Biała (Bielitz-Biala) und Wisła (Weichsel). Auch der Beskiden-Hauptwanderweg von Ustroń nach Wołosate in den Bieszczady führt über den Gipfel.
- Unterhalb des Gipfels auf der Alm Przysłop befindet sich die Berghütte Barania Góra.
- Auf dem stark bewaldeten Gipfel befindet sich ein Aussichtsturm über der Baumgrenze.
- Die Wälder an den Hängen werden zum großen Teil als Naturreservat geschützt.
- Im Gipfelbereich befindet sich eine Wetterstation.